# Зерба
Зерба (њем. Serba) општина је у њемачкој савезној држави Тирингија. Једно је од 93 општинска средишта округа Зале-Холцланд. Према процјени из 2010. у општини је живјело 748 становника. Посједује регионалну шифру (AGS) 16074091.

## Географски и демографски подаци
Зерба се налази у савезној држави Тирингија у округу Зале-Холцланд. Општина се налази на надморској висини од 300 метара. Површина општине износи 7,1 km². У самом мјесту је, према процјени из 2010. године, живјело 748 становника. Просјечна густина становништва износи 106 становника/km².

## Међународна сарадња
| Мјесто     | Држава   | Врста сарадње | Од    |
| ---------- | -------- | ------------- | ----- |
| Векпибалга | Летонија | партнерство   | 2006. |
| Извор      |          |               |       |